# Polina Gurýeva
Polina Gurýeva (Aşgabat, 5 ottobre 1999) è una sollevatrice turkmena, vincitrice della medaglia d'argento olimpica a Tokyo 2021.

## Palmarès
- Giochi olimpici

Tokyo 2020: argento nei 59 kg.